# Здание денежной кладовой
Зда́ние де́нежной кладо́вой — памятник архитектуры федерального значения (Указ Президента Российской Федерации № 176 от 20.02.1995), находящийся по адресу: Ижевск, улица Свердлова, 32. Сейчас в здании располагается музей завода «Ижмаш».

## Описание здания
Небольшое одноэтажное прямоугольное здание, включающее два открытых дворика — один (с севера) глухой стеной закрывает фасад здания, другой (внутренний дворик) заключён между первоначальной и новейшей частями. Наружные полутораметровые стены помещения прорезаны прямоугольными окнами, которые выходят в дворики. Западная торцевая стена снаружи расчленена пятью прямоугольными нишами.

## История
Здание денежной кладовой — самое старое каменное здание Ижевска.
В 1795 году на месте нынешнего здания была деревянная кладовая, в которой хранились заводская казна. В 1804 году было построено каменное здание со стенами до полутора метров толщиной. До середины XIX века здание имело земляную крышу, хотя и выходило фасадом на площадь. В 1852 году при реконструкции архитектор И. Т. Коковихин перестроил кладовую под гауптвахту, а сама казна переехала в здание заводоуправления. Были добавлены караульня, офицерский покой, дворик, в котором «выгуливали» арестантов.
В 1881 году перед зданием был заложен общественный сад. В 1885 году помещения переоборудовали под хлебопекарню, кухню и столовую местной гарнизонной команды. Перед Революцией 1917 года здесь помещалось управление Ижевского лесничества.
В 1934 году в здании разместился музей «Ижмаша». В 1941 году экспонаты музея вывезли и законсервировали, а здание было отдано под военные нужды. После войны в здании размещалось управление «Удмуртгаза».
1975 года по настоящее время — вновь музей «Ижмаша».

## Музей «Ижмаша»
В 1934 году стараниями будущего директора завода А. И. Быховского музей был переведён в здание денежной кладовой, в 1941 году в связи с войной покинул его, и в 1975 году, благодаря директору завода И. Ф. Белобородову, вновь вернулся в три отреставрированных зала здания денежной кладовой. В 2007 году после реконструкции в музее появился четвёртый зал. Директор музея — Алексей Алексеевич Азовский.
Экспонаты музея:
- Зал № 1: коллекция огнестрельного оружия, выпущенного в период с 1808 по 1947 годы, коллекция спортивного оружия (37 моделей), холодное оружие (тесаки, сабли, палаши первой трети XIX века).
- Зал № 2: оружие времён Великой Отечественной войны (авиационные пулемёты и пушки, пулемёт Максима, противотанковые ружья трёх модификаций), высокоточное оружие (управляемые артснаряды и авиапушки), токарно-винторезные станки.
- Зал № 3: витрина, посвящённая выдающемуся конструктору-оружейнику М. Т. Калашникову, снайперское оружие (СВ-98 и СВ-99, СВД и её модификации, штучные карабины «Медведь» и «Тигр» и т. д.), десятки моделей карабина «Сайга».
- Зал № 4: история мотоциклетного производства (около 20 мотоциклов).

- Экспозиции музея